# Melittia kulluana
Melittia kulluana is een vlinder uit de familie van de wespvlinders (Sesiidae).
De wetenschappelijke naam van de soort werd in 1888 gepubliceerd door Frederic Moore. De soort werd vernoemd naar de vindplaats, Kullu. Hij komt voor in het Oriëntaals gebied.